# Arthur Bambridge
Arthur Leopold Bambridge (* 16. Juni 1861 in Windsor (Berkshire), Vereinigtes Königreich Großbritannien und Irland; † 27. November 1923 in Leigh-on-Sea, Vereinigtes Königreich) war ein Fußballspieler der englischen Nationalmannschaft und ein Porträtmaler der Düsseldorfer Schule.

## Familie
Bambridge wurde als sechstes Kind des britischen Fotografen William Bambridge (1820–1879) und seiner Frau Sophia, geborene Thorington, in Windsor geboren. Dort hatte sein Vater, der in den 1840er Jahren Lehrer und Missionar in der Te Waimate Mission auf Neuseeland gewesen war, seit 1854 die Stellung eines Fotografen der Königin Victoria inne. Fünf der sechs Kinder von William Bambridges waren Söhne, alle begeisterte Fußballer. Die Tochter Sophie Esther (* 1846) war das dritte Kind. Ihre Schulausbildung erhielten die Kinder an der St Mark’s School zu Windsor. Der älteste Sohn, William Samuel Bambridge (* 1842), wurde Musikprofessor, Komponist und Organist am Marlborough College. Der zweite Sohn, George Frederick (* 1844), wurde Sekretär des britischen Prinzen Alfred. Dessen Sohn George Louis St Clair Bambridge (1892–1942), Arthurs Neffe, seit 1922 im diplomatischen Dienst, heiratete 1924 Elsie, die Tochter von Rudyard Kipling.

## Karriere als Fußballspieler
Die drei jüngsten Söhne des Fotografen William Bambridge, Ernest (1848–1917), Charles (1858–1935) und Arthur, spielten für den Swifts Football Club in Slough und für die englische Fußballnationalmannschaft, Ernest für England nur in einem Spiel, Charles in 18, Arthur in drei Spielen. Arthurs Fußballerkarriere begann beim Windsor F.C. und führte ihn über den Upton Park F.C. zum Swifts F.C., Clapham Rovers F.C., Corinthian F.C. und Berkshire FA. Das Debüt für die englische Nationalmannschaft feierte er als linker Verteidiger (left back) im Spiel gegen Wales in Blackburn am 26. Februar 1881. Dieses Spiel ging für die Engländer mit 0:1 verloren. An einem zweiten Spiel der englischen Auswahl gegen Wales nahm Bambridge zwei Jahre später am 3. Februar 1883 teil, diesmal zusammen mit seinem Bruder Charles, der auf der Rechten spielte, während Arthur die linke Seite verteidigte. Dieses Spiel im Oval von London-Kennington gewannen die Engländer mit 5:0. Am 23. Februar 1884 spielten die Brüder gegen die irische Nationalmannschaft in Belfast auf. Dieses Spiel, bei dem Charles zwei Tore erzielte und Arthur eines, gewannen die Engländer mit 1:8. Die drei Bambridge-Brüder waren das einzige Brüder-Trio der Geschichte, das für England Fußball spielte.

## Karriere als Maler
Bereits 1881, als Arthur Bambridge mit seinen Brüdern Ernest und Charles sowie Dienstpersonal in einer gemeinsamen Wohnung in London-Battersea wohnte, war er als Kunststudent eingeschrieben. Wegen einer Verletzung beendete Arthur Bambridge 1884 seine Fußballerlaufbahn und entschied sich, in Düsseldorf Malerei zu studieren, möglicherweise angeregt durch Karl Rudolf Sohn, der von 1882 bis 1886 als Porträtmaler am Hof von Windsor wirkte. Von 1884 bis 1885 war Bambridge Schüler der Kunstakademie Düsseldorf bei Hugo Crola und Adolf Schill. Von 1888 bis 1890 war Bambridge dort auch Mitglied des Künstlervereins Malkasten. 1890 verzeichnete die Allgemeine Deutsche Kunstgenossenschaft Brambridge ebenfalls als ihr Mitglied. Der Düsseldorfer Eiskellerberg war damals seine Atelier-Adresse. Seine Wohnung hatte er im gleichen Jahr an der Schadowstraße 36. Von Düsseldorf aus besuchte Bambridge regelmäßig die Willingshäuser Malerkolonie. 
1891 heiratete er in Kiel-Friedrichsort Anna Charlotte Caroline Siebert, Tochter des Kaufmanns Jacob Wilhelm Siebert († 1851) aus Frankfurt am Main. Das Paar zog nach London-Kensington (57 Bedford Gardens), wo Bambridge als Künstler arbeitete. 1901 und 1902 war es mit seinen Kindern Frederick und Emily Louise sowie zwei Haushaltsangestellten in London-Fulham registriert. Spätere Erfassungen registrierten Bambridge, dessen Ehe am 6. Juni 1904 geschieden worden war, als alleinstehend, zuletzt in Rochford (Essex).

## Werke (Auswahl)
- Zwei Porträts des britischen Prinzen Alfred von Sachsen-Coburg-Gotha, Royal Marines Museum, Portsmouth, sowie Britannia Royal Naval College, Dartmouth (Devon)[15]
- View of Ashby de la Launde, the seat of the King family, Lincolnshire, 1895, Aquarell, 37 × 54 cm (14.6 × 21.3 in.)